# 瓶兰花
瓶兰花（学名：Diospyros armata）为柿科柿属下的一个种。

## 扩展阅读
- 維基物種上的相關：瓶兰花